# Leckfeld
Das Leckfeld ist ein Naturschutzgebiet in den schleswig-holsteinischen Gemeinden Leck und Tinningstedt im Kreis Nordfriesland.
Das 2019 ausgewiesene Naturschutzgebiet (Datum der Verordnung: 17. Oktober 2019) ist rund 206 Hektar groß. Es ist unter der Nummer 213 in das Verzeichnis der Naturschutzgebiete des Ministeriums für Energiewende, Landwirtschaft, Umwelt, Natur und Digitalisierung eingetragen. Das 111 Hektar große, gleichnamige FFH-Gebiet ist vollständig Bestandteil des Naturschutzgebietes. Zuständige untere Naturschutzbehörde ist der Kreis Nordfriesland.
Das aus zwei Teilflächen bestehende Naturschutzgebiet liegt nördlich von Leck im Nordwesten Schleswig-Holsteins. Es stellt den nördlich der Start- und Landebahn liegenden Bereich des ehemaligen Fliegerhorstes Leck und daran angrenzende Flächen sowie einen an den Karlumer Wald angrenzenden Bereich unter Schutz. Das Gebiet wird von großflächigen, mageren Offenlandschaften mit Grünland, Sandheiden, Feuchtheiden, Niedermoorstandorten und Kleingewässern geprägt. Die Grünlandbereiche sind teilweise als Borstgrasrasen oder andere Magerrasen sowie Trockenrasen ausgebildet. In das Naturschutzgebiet sind stellenweise Hecken, Gehölzgruppen und kleine bewaldete Bereiche eingestreut. Im Nordwesten des Schutzgebietes werden Teile landwirtschaftlich als Grünland oder Acker genutzt.
Die Heidestandorte sind je nach Standort von Besen- oder Glockenheide geprägt. Das Naturschutzgebiet beherbergt verschiedene gefährdete Pflanzenarten, darunter Gewöhnliche Kreuzblume, Waldläusekraut, Sumpfherzblatt, Moorlilie, Lungen- und Sumpfenzian, Zwerglein, Gelbsegge, Mondraute, Fettkraut und Mittlerer Sonnentau sowie verschiedene Orchideen.
Das Gebiet ist Lebensraum verschiedener Schmetterlinge, darunter Vogelwicken-Bläuling und Lilagold-Feuerfalter. Es beherbergt auch Bestände der gefährdeten Knoblauchkröte.
Das Naturschutzgebiet ist vielfach von landwirtschaftlichen Nutzflächen umgeben. Südlich der Start- und Landebahn ist die Entwicklung eines Gewerbeparks geplant. Die Teilfläche im Norden grenzt an den Karlumer Wald.